# 斯蒂文·西蒙森
斯蒂文·西蒙森（英語：Steve Simonsen；1979年4月3日—）是一位蘇格蘭足球運動員。在場上的位置是守門員。他現在是一名自由球員，之前他曾經效力於蘇格蘭足球冠軍聯賽球隊格拉斯哥流浪者足球俱樂部。他也代表蘇格蘭國家足球隊參賽。他的父親是丹麥人。